# William Nordhaus
William Dawbney Nordhaus (31 de maio de 1941, Albuquerque, Novo México) é um professor universitário estadunidense da Cátedra Sterling de Economia na Universidade Yale.

## Biografia
William Nordhaus formou-se em 1959 na Phillips Academy, escola localizada em Andover, no estado americano de Massachussetts. Graduou-se pela Yale em 1963 e obteve um Ph.D. do MIT em 1967. Deste ano em diante, ele tem sido membro do corpo docente de Yale e também foi administrador da instituição (entre 1986-88) e vice-presidente para finanças e administração (entre 1992-93). Nordhaus criticou alguns fatores econômicos do relatório Stern, sobre o aquecimento global, nomeadamente a taxa de atualização por considerá-la demasiado baixa, pondo assim em causa a magnitude das conclusões desse relatório.
William Nordhaus, juntamente com Paul Romer, foi laureado com o Prémio de Ciências Económicas em Memória de Alfred Nobel de 2018. Nordhaus recebeu o prémio "por integrar as mudanças climáticas na análise macroeconómica de longo prazo".

## Obras
- Nordhaus, William D. e Samuelson, Paul Anthony. Economia. McGraw-Hill Interamericana, 1997. ISBN 84-481-0648-2
- A New Solution: The Climate Club 4.June, 2015 issue of New York Review of Books regarding Climate Shock: the economic consequences of a hotter planet de Martin Weitzman e Gernot Wagner.